# Aaron Kosminski
Aaron Kośmiński, también conocido como Aron Mordke Kozmiński (Kłodawa, actual Polonia, 11 de septiembre de 1865-Londres, Reino Unido, 24 de marzo de 1919), fue un barbero y estilista polaco, famoso por haber sido el principal sospechoso de ser Jack el Destripador. 
De origen polaco judío, emigró en 1882 para huir de los pogromos contra los judíos en Rusia, y se instaló en el barrio londinense de Whitechapel, donde ejerció como barbero. 
Como consecuencia de la serie de asesinatos de prostitutas en 1888, Kosminski fue arrestado y, en 1890, se le confrontó a un testigo que había visto a una de las víctimas en compañía de un hombre poco antes de que la mujer fuera asesinada. El testigo, también judío, en una primera instancia lo identificó con total seguridad, pero posteriormente se retractó, negándose a testimoniar en contra del acusado.
Esta situación se basa en la interpretación de algunas notas manuscritas que habrían sido dejadas por Donald Sutherland Swanson en los márgenes de un ejemplar de las memorias publicadas en 1910 por su antiguo jefe, sir Robert Anderson. En efecto, Anderson escribió, en sus memorias, que «el asesino, un judío polaco de condición obrera, había sido rápidamente identificado durante una investigación por un testigo que luego se retractó, por lo que el acusado fue puesto en libertad por falta de pruebas, y entregado a su familia, que inmediatamente lo hizo internar en un centro psiquiátrico, donde finalmente murió el año siguiente». El ejemplar anotado por Donald Swanson se publicó en 1988, y lleva marcado en el margen de este pasaje el nombre «Kośmiński». En realidad, Kośmiński efectivamente fue internado en 1891, pero murió en 1919, lo que en realidad no corresponde exactamente con lo afirmado por Anderson. No obstante esta diferencia, muchos especialistas adhieren a la suposición de Swanson, señalando a Kośmiński como el sospechoso más probable de ser Jack el Destripador.
En 2014, el escritor Russell Edwards dijo haber realizado un estudio de ADN en una prenda, perteneciente a la víctima Catherine Eddowes, y lanzó la hipótesis, aún sin confirmar, de que Kosminski fue el famoso asesino, debido a la coincidencia del ADN de la prenda con los descendientes de Kosminski. La flamante teoría de Russell Edwards cuenta, asimismo, con críticos y detractores, entre los cuales cabe consignar al ripperólogo inglés Donald Rumbelow, y en habla hispana, a los especialistas uruguayos Eduardo Cuitiño y Gabriel Pombo.
La investigación fue retomada en 2025, con ayuda de los descendientes de Kosminski. Se tomaron muestras de ADN de todos ellos. Finalmente en febrero de 2025, se identificó una muestra de ADN de la escena del crimen de Catherine Eddowes (1888), que coincide al 100% con el ADN de Aaron Kominski. Se confirma así, tras más de un siglo, la identidad de Jack el Destripador.

## Otras posibilidades

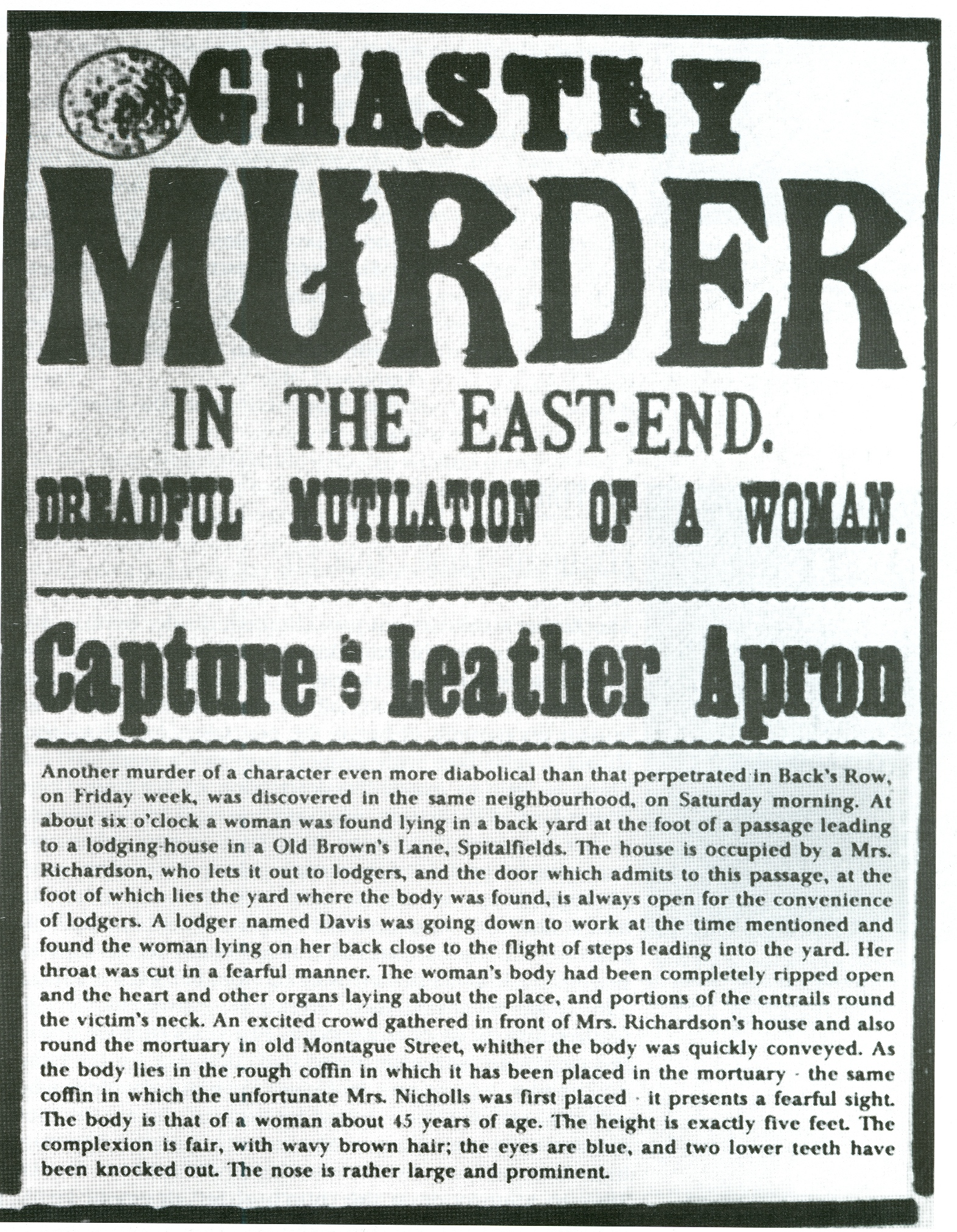
Póster donde se lee: Ghastly murder in the East End. Dreadful mutilation of a woman. Capture: Leather Apron, también publicado en los periódicos en septiembre de 1888, donde se hace clara alusión al asesino de Whitechapel a quien se da el apodo "Delantal de cuero" ("Leather Apron")

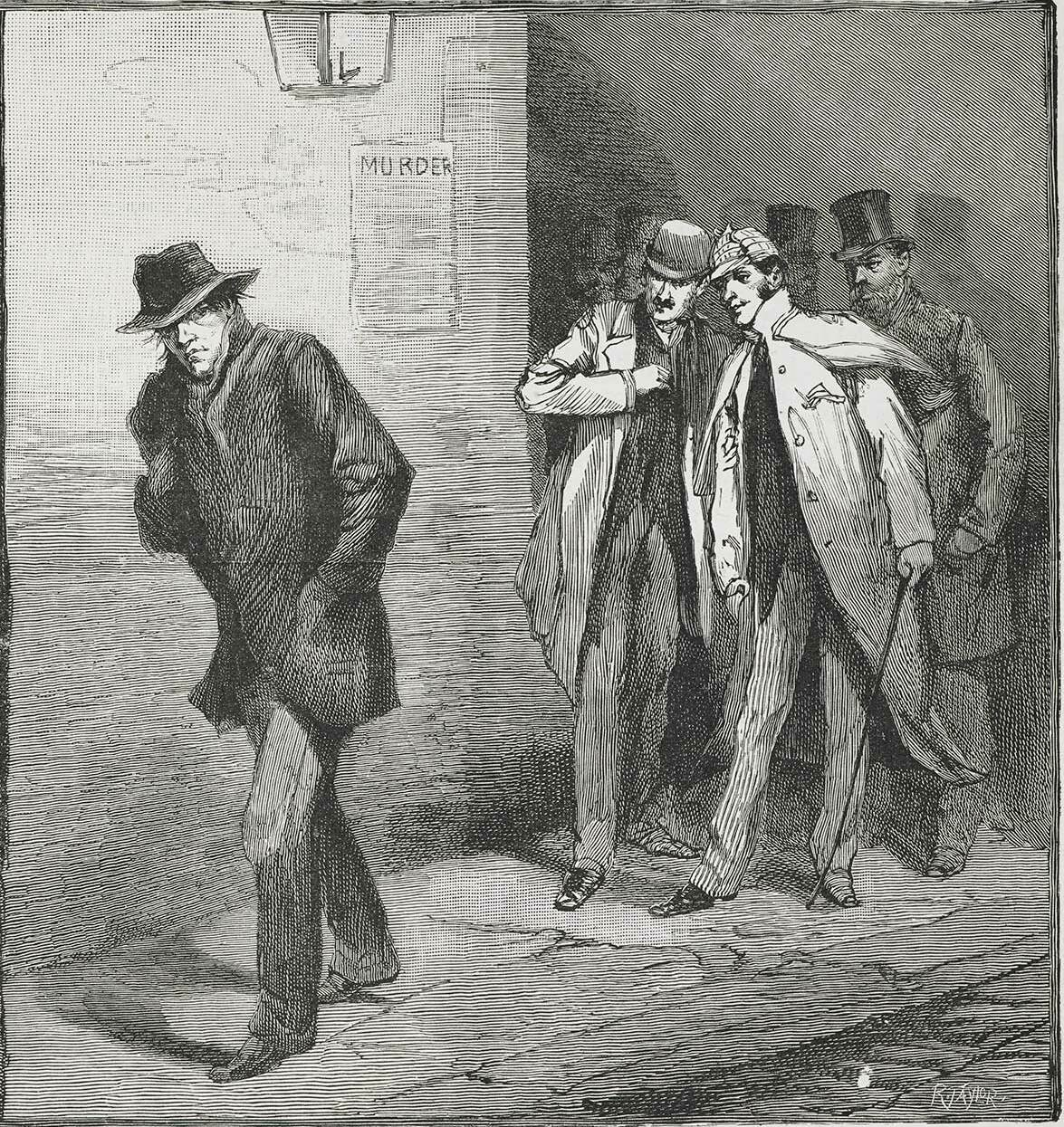
Dibujo publicado el 13 de octubre de 1888 en el "Illustrated London News", y al que se tituló
"Un personaje sospechoso" ("A Suspicious Character"), en relación con el caso de "Jack el Destripador" (nótese en el muro el afiche reproducido más arriba y a la izquierda)

También cabe la posibilidad que en las memorias escritas por Robert Anderson y publicadas en 1910, se hubiera hecho referencia a algún otro judío polaco y no precisamente a Aaron Kosminski. Y un posible candidato en este sentido podría ser David Cohen (1865-1889), quien también era judío polaco, coincidentemente encarcelado en el Colney Hatch Lunatic Asylum justo cuando se interrumpieron los asesinatos habitualmente asignados a Jack el Destripador. En ese entonces, se sabía que este personaje era antisocial y violento, que solía vagar por la zona pobre de East End, y Martin Fido planteó, en su libro The Crimes, Detection and Death of Jack the Ripper (1987), la hipótesis de que él fuese sospechoso.
Fido sugirió que tal vez el nombre de "David Cohen" fue usado en la época, como nombre muletilla o seudónimo interno de un judío inmigrante que no pudo ser identificado plenamente, o cuyo verdadero nombre era demasiado difícil de pronunciar para un hablante de inglés, en un sentido similar a como por ejemplo hoy día se usan la denominación "John Doe", en inglés, o "Juan Nadie" o "Juan Sin Nombre", en español (o sea, una denominación genérica para referirse a alguien indeterminado o a alguien no identificado). Fido identificó la denominación de "David Cohen" con "Leather Apron" (consultar el artículo John Pizer), especulando que tal vez ese nombre correspondía a quien en realidad era Nathan Kaminsky, un zapatero que vivió en Whitechapel, que en cierta época fue tratado por sífilis y que ya no pudo ser ubicado después de mediados de 1888, justo el momento en el que comenzó a aparecer el nombre de "David Cohen" en los registros.
Fido especuló que bien pudieron confundirse los apellidos Kaminsky y Kosminski, como resultado de lo cual se señaló como sospechoso al hombre incorrecto. Cohen manifestó claras tendencias violentas y destructivas durante casi todo su asilo, por lo que tuvieron que aplicarse con él medidas especiales, hasta que finalmente murió en octubre de 1889.
En su libro The Cases That Haunt Us (2001, Los casos que nos atormentan), el investigador criminal John E. Douglas afirmó que varias pistas conductuales sobre los asesinatos señalan a una determinada persona, conocida en la policía como "David Cohen"... o eventualmente a alguien muy próximo a él.